# Blankenbach
Blankenbach est une commune de Bavière (Allemagne), située dans l'arrondissement d'Aschaffenbourg et le district de Basse-Franconie.

## Géographie

Situation de Blankenbach (en rouge) dans la communauté d'administration de Schöllkrippen (en violet) et dans l'arrondissement d'Aschaffenbourg

Blankenbach est située dans la vallée de la rivière Kahl, affluent du Main, sur le versant occidental du massif du Spessart, à 17 km d'Alzenau et d'Aschaffenbourg, le chef-lieu de l'arrondissement.
La commune fait partie de la communauté d'administration de Schöllkrippen et est composée de trois villages (population en 2008) :
- Kleinblankenbach (945)
- Großblankenbach (604)
- Erlenbach (141).

Communes limitrophes (en commençant par le nord et dans le sens des aiguilles d'une montre) : Schöllkrippen, Sommerkahl, Sailauf, Hösbach, Mömbris et Krombach.

## Histoire
La commune de Blankenbach est née le 20 janvier 1966 de la réunion des deux villages de Großblankenbach et Kleiblankenbach.
Ces deux villages ont appartenu autrefois aux comtes de Schönborn pour Großblankenbach et à l'Électorat de Mayence pour Kleinblankenbach. Ils ont tous les deux appartenu à l'arrondissement d'Alzenau jusqu'à la disparition de celui-ci en 1972.

## Démographie
| 1910 | 1933 | 1939 | 2003  | 2009  |
| ---- | ---- | ---- | ----- | ----- |
| 473  | 604  | 628  | 1 633 | 1 570 |